# Ve věci probuzení
Ve věci probuzení (2010) je šesté studiové album Oborohu. Obsahuje 11 písní a instrumentální skladbu Probuzení, která je podobně jako u alba Nocí mořem (2006) zařazena na začátek alba. Většinu písní složil kapelník Stanislav Klecandr, na albu je ale také cover verze písně Kejklíři od Vladimíra Merty. Sleeve-note napsal Milan Tesař.
Album je uvedeno citátem Blaise Pascala: „Srdce má důvody, o nichž rozum neví zhola nic.“

## Seznam písní
1. Probuzení – 2:49 (Roman Dostál)
2. Gazela – 2:01 (Slávek Klecandr)
3. S tebou – 2:47 (Slávek Klecandr)
4. Návštěva – 4:15 (Roman Dostál / Slávek Klecandr)
5. Slunce se sklání – 4:58 (Slávek Klecandr)
6. Sníh – 3:53 (Slávek Klecandr)
7. Kdesi – 4:33 (Jaroslav Jetenský / Slávek Klecandr)
8. Kejklíři – 4:30 (Vladimír Merta)
9. Zhola nic – 1:58 (Slávek Klecandr)
10. Nebill – 3:36 (Slávek Klecandr)
11. Padá noc – 3:10 (Slávek Klecandr)
12. Nebyl – 1:18 (Slávek Klecandr)

## Obsazení
- Stanislav Klecandr – zpěv (3, 5, 8, 10, 12), elektrické kytary (1–6, 9, 11), slide kytara (5, 8), dvanáctistrunná kytara (8), akustická kytara (8, 10, 12)
- Roman Dostál – zpěv (2, 4, 6, 9, 11), klávesy (1–11), tamburína (4, 7), perkusní vajíčko (7, 10), sbor (4, 5, 7, 8)
- Jaroslav Jetenský – basová kytara (1–11), akustické kytary (7), elektrické kytary (7, 10), zpěv (7), sbor (4, 5, 8)
- Libor Ježek – bicí (1–11), tamburína (9), cowbell (9), sbor (4, 5, 8)
- hosté
  - Petr Kutheil – sbor (7)
  - Kamila Jetenská – zobcové flétny (7)